# Foscoper
Foscoper são ligas de Cu (Cobre) e P (Fósforo), podendo conter pequenas quantidades de Sn (Estanho). São também conhecidas por várias variantes de nomes, como Phoscopper ou Foscopper.
Nas várias ligas, a proporção de P varia aproximadamente entre 5% e 10%, sendo o restante de cobre.
Não são indicadas para soldagem de metais ferrosos  como Ferro e aços e nem de Níquel. São indicadas para metais cuprosos como o Cobre, bronzes, latões, e também de (Prata). Comercialmente são disponíveis normalmente sob forma de varetas.
São soldas de baixo custo, largamente utilizadas nas tubulações em refrigeração e ar condicionado, por produzirem juntas que suportam uma faixa de temperaturas entre aproximadamente -50°C a 200°C. Também são utilizadas em instalações elétricas (soldagem de conectores e terminais) e hidráulicas (soldagem de tubulações de Cobre).